# 제11회 제주영화제
제11회 제주영화제는 2015년 10월 17일에 열린 시상식이다.

## 수상 및 후보

### 최우수 작품상
- 결혼전야 - 이란희 수상

### 우수 작품상
- 열대야 - 서은선 수상

### 관객상
- 짐작보다 따뜻하게 - 이상민 수상

### 심사위원특별상
- 소꿉놀이 - 김수빈 수상

### 본선작
- 컬러스 인 더 서브웨이 - 김명은
- Divorced - 박중현
- 가불병정 - 정무곤
- 걷기 좋은 날 - 박용주
- 고등어 - 문인수
- 고란살 - 서정신우
- 눈의 마음 : 슬픔이 우리를 데려가는 곳 - 김소영
- 망원동 박씨 - 양수환
- 박스 - 이미지
- 배짱이들 - 정훈
- 보이지 않는 마을 - 김정혜 외2명
- 사무라이의 고백 - 김재현
- 생선구이 다리집 - 김봉주
- 옆 구르기 - 안주영
- 위장 - 김태윤
- 이사 - 김래원
- 제삿날 - 김택호
- 지울 수 없는 - 김호민
- 초대 - 홍서연
- 타이레놀 - 홍기원
- 탄피 - 전신환
- 향(香) - 임희대
- Hello Stranger - 윤평화
- 황천 - 김승혁
- 흐르는 - 차연주
- 희광이 - 장만민